# 파키스탄 표준시

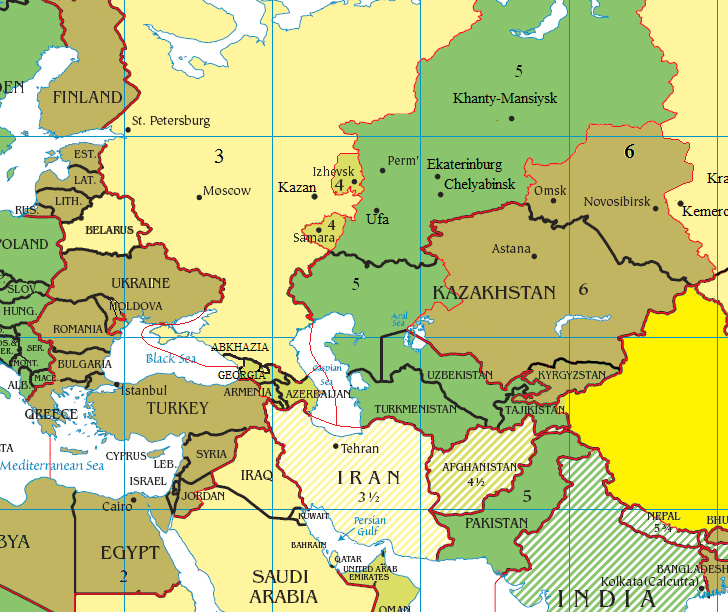
파키스탄 표준시

파키스탄 표준시(Pakistan Standard Time, 우르두어: پاکستان معیاری وقت, 약어로 PKT)는 협정 세계시(UTC)보다 UTC+05:00 시간 빠르다. 이 시간대는 아시아 표준시를 사용한다.

## 역사
파키스탄은 1907년(영국 통치 기간)부터 UTC+05:30을 따르고 1947년 독립 이후에도 계속 사용했다. 1951년 9월 15일 수학자 마흐무드 안와르의 발견에 따라 두 가지 시간대가 도입되었다. 카라치 시간(KART)은 UTC+05:30에서 UTC+05:00까지 30분을 조정하여 서파키스탄에 도입되었으며, 다카 시간(DACT)은 UTC+06:30에서 UTC+06:00까지 30분을 빼서 동파키스탄에 도입되었다. 변경 사항은 1951년 9월 30일에 발효되었다. 1971년에 카라치 표준시는 파키스탄 표준시로 이름이 변경되었다.

## 같이 보기
- UTC+05:00
- 예카테린부르크 시간